# Furore
Furore é uma comuna italiana da região da Campania, província de Salerno, com cerca de 810 habitantes. Estende-se por uma área de 1 km², tendo uma densidade populacional de 810 hab/km². Faz fronteira com Agerola (NA), Amalfi, Conca dei Marini, Praiano.
Pertence à rede das Aldeias mais bonitas de Itália.

## Demografia
| Variação demográfica do município entre 1861 e 2011                               |
|                                                                                   |
| Fonte: Istituto Nazionale di Statistica (ISTAT) - Elaboração gráfica da Wikipedia |